# Bataille de Châtillon (1591)
Pour les articles homonymes, voir Bataille de Châtillon.
Huitième guerre de religion (1585–1598)
Batailles
Guerres de Religion en France
Prélude
- Mérindol (1545)
- Amboise (1560)
- Colloque de Poissy (1561)

Première guerre de Religion (1562-1563)
- Édit de Saint-Germain (1562)
- Massacre de Wassy (1562)
- Toulouse (1562)
- Vergt (1562)
- Rouen (1562)
- Dreux (1562)
- Orléans (1563)
- Paix d'Amboise (1563)

Deuxième guerre de Religion (1567-1568)
- Surprise de Meaux (1567)
- Michelade (1567)
- Saint-Denis (1567)
- Chartres (1568)
- Paix de Longjumeau (1568)

Troisième guerre de Religion (1568-1570)
- Jarnac (1569)
- La Roche-l'Abeille (1569)
- Poitiers (1569)
- Orthez (1569)
- Montcontour (1569)
- Saint-Jean-d'Angély (1569)
- Arnay-le-Duc (1570)
- Rabastens (1570)
- Paix de Saint-Germain-en-Laye (1570)

Quatrième guerre de Religion (1572-1573)
- Saint-Barthélemy (1572)
- Sancerre (1572-1573)
- Sommières (1573)
- La Rochelle (1573)

Cinquième guerre de Religion (1574-1576)
- Dormans (1575)
- Édit de Beaulieu (1576)

Sixième guerre de Religion (1577)
- Paix de Bergerac (1577)
- Édit de Poitiers (1577)

Septième guerre de Religion (1579-1580)
- Traité de Nérac (1579)
- Paix du Fleix (1580)

Huitième guerre de Religion (1585-1598) 
Guerre des Trois Henri

- Traité de Joinville (1584)
- Édit de Nemours (1585)
- Jarrie (1587)
- Coutras (1587)
- Vimory (1587)
- Auneau (1587)
- Journée des Barricades (1588)
- Arques (1589)
- Ivry (1590)
- Paris (1590)
- Journée des Farines (1591)
- Chartes (1591)
- Poncharra (1591)
- Châtillon (1591)
- Rouen (1591-1592)
- Craon (1592)
- Port-Ringeard (1593)
- Fort Crozon (1594)
- Fontaine-Française (1595)
- Doullens (1595)
- Amiens (1597)
- Édit de Nantes (1598)

Rébellions huguenotes (1621-1629)
- Saumur (1621)
- Saint-Jean-d'Angély (1621)
- La Rochelle (1621)
- Montauban (1621)
- Riez (1622)
- Royan (1622)
- Sainte-Foy (1622)
- Nègrepelisse (1622)
- Saint-Antonin (1622)
- Montpellier (1622)
- Saint-Martin-de-Ré (1622)
- Traité de Montpellier (1622)
- Blavet (1625)
- Île de Ré (1625)
- Traité de Paris (1626)
- Saint-Martin-de-Ré (1627)
- La Rochelle (1627-1628)
- Privas (1629)
- Alès (1629)
- Montauban (1629)
- Paix d'Alès (1629)

Révocation de l'édit de Nantes (1685)
La bataille de Châtillon a lieu en 1591 en la ville de Châtillon-en-Vendelais, en Bretagne, dans le cadre des guerres de religion. Elle oppose l’armée royale à l’armée ligueuse. Montmartin est envoyé pour faire capituler après quelques jours de siège et 800 coups de canon Châtillon-en-Vendelais. Pendant qu'on traitait des conditions de la capitulation, presque tous les assiégés furent massacrés.

## Circonstances
Le chef de la Ligue pour la région est Mercœur, gouverneur de la Bretagne.
En 1590, Mercœur, gouverneur de Bretagne, se révolte contre l’accession au trône du protestant Henri de Navarre. Le duc de Mercœur se met à la tête de la Ligue de Bretagne, songeant même à rétablir la souveraineté de cet ancien duché, sa femme étant descendante de Jeanne de Penthièvre. Il se proclame également Protecteur de l’Église catholique et romaine dans cette province.
Le duc de Mercœur, nommé gouverneur de la Bretagne par Henri III de France, continuait à y commander pour la Ligue, en même temps que le prince de Dombes y exerçait l'autorité sur les troupes royales. Ce dernier, ayant perdu à l'attaque du château de Lamballe, François de La Noue, un des plus habiles capitaines de son parti, se retira. Il prit la résolution de passer prêt de Rennes et d'attaquer le Château de Châtillon si l'occasion le permettait. Depuis Saint-Méen, Jean du Mats de Montmartin est dépêché pour faire préparer toute l'artillerie, tant de Vitré que de Rennes. En effet, la garnison de 200 hommes soutenue par les ligueurs de Fougères inquiète journellement les habitants de son gouvernement de Vitré.

## La bataille
Jean du Mats de Montmartin, chargé de la direction de son artillerie, mit en peu de jours six canons et deux couleuvrines en état de tirer. Le gouverneur de Rennes René de Marec de Montbarot fit digilence de recouvrer des boeufs ès environs du dit Rennes pour mener les ditespièces au dit siège de Châtillon.
Le prince de Dombes se dirige vers Châtillon. Jean du Mats de Montmartin investit la place, et plaça l'artillerie. La place est donc investie par les troupes du prince et les Anglais de John Norreys. Vauborel et autres fidèles de Montmartin sont également de la partie. 
Il y avait dans la place 200 hommes de guerres et quelques gardes du duc de Mercœur (entre 7 et 8 selon Montmartin). Ils soutinrent les premiers efforts; mais le canon ayant tiré sept à huit cents coups, ils firent réflexion sur leur petit nombre et demandèrent à capituler. Pendant les pourparlers, ils furent assaillis et presque tous taillés en pièces; le feu prit aux poudres et acheva le désastre.
La perte de Châtillon fut très sensible au duc de Mercœur; ayant entendu dire qu'on avait fait pendre ses gardes et voulant venger la mort d'un nommé Tiffonnière qui avait été pendu pour ses maléfices, il rendit le même traitement à Jérôme Gaultier, sieur des Coyers ou des Conières, senéchal du Comté de Laval, qu'il tenait en prison depuis 2 ans au Château de Nantes.
Le prince de Dombes y perdit, selon Montmartin, un gentilhomme de qualité, le sieur de Beaujeu. Le gouvernement de Châtillon fut donné à Bremanfany dit Jean de Vauborel.

## Sources
: document utilisé comme source pour la rédaction de cet article.
- Étienne-Louis Couanier de Launay, Histoire de Laval (818-1855), Imp. Godbert, 1856, 608 p. [détail des éditions] (lire en ligne)
- Mémoires de Jean du Mats, seigneur de Terchant et de Montmartin, gouverneur de Vitré, ou Relation des troubles arrivés en Bretagne depuis l'an 1589 jusqu'en 1598.'
- Revue historique de l'Ouest, Volume 2 publiée par Gaston Louis Michel Marie baron de Carné Voir en ligne